# Scion xA
Scion xA — пятидверный субкомпактный хетчбэк, продававшийся в США с 2004 по 2006 год — как экспортная модель японского внутреннего рынка Toyota Ist. Основанный на хетчбэке Toyota Vitz первого поколения, xA разделял платформу с седаном Toyota Platz.
В 2006 году xA претерпел незначительный фейслифтинг, прежде чем импорт закончился в декабре 2006 года. Преемник xA, xD, поставлялся в дилерские центры США в августе 2007 года.

## Описание
Начиная с конца весны 2004 года, с запуском Scion xB RS 1.0 (Release Series 1.0), компания Scion решила создать ограниченную серию автомобилей, предварительно упакованных с эксклюзивными аксессуарами в ограниченном количестве. Автомобили ограниченного выпуска с точки зрения маркетинга использовались для создания шумихи вокруг бренда, а их цвета кузова, как правило, были яркими или с яркими оттенками (например, оранжевый, жёлтый, красный, синий, зелёный). Из-за растущей популярности линейки автомобилей Scion и скудных производственных партий (большинство дилеров получили только 2—3 экземпляра каждой модели RS), эти автомобили ограниченной серии быстро распродавались. Предзаказ был доступен в каждом дилерском центре в порядке живой очереди. В интересах клиентов рекомендованная розничная цена «Pure Price» от Scion обязывала дилерские центры соблюдать наценку на автомобили по рыночному спросу. Стоимость автомобилей Release Series при перепродаже имела большую цену из-за их упакованных опций и дефицита.
xA RS 1.0, выпущенный в 2005 году, окрашивался только в цвет Absolutely Red. В стандартную комплектацию входили «спортивная» радиаторная решётка и задний спойлер с цветным ключом, заводской люк Webasto с электроприводом, легкосплавные колёсные диски с 6 спицами, граунд-эффекты с цветовым ключом и контроль устойчивости автомобиля (VSC). Всего было выпущено 1550 единиц. xA RS 2.0, выпущенный в том же 2005 году, окрашивался только в цвет Spectra Blue Mica. Всего было выпущено 1700 единиц.
xA RS 3.0, выпущенный в 2006 году, окрашивался только в светло-голубой цвет Stingray Metallic. Всего было выпущено 2100 единиц.
- 2006 Scion xA
- Вид сзади

## Технические характеристики
- Двигатель:
  - 1,5 л, DOHC, I4
  - 81 кВт (108 л. с.) при 6000 об/мин (пересмотрено SAE до 103 л. с. в 2006 году)
  - 142 Н⋅м при 4200 об/мин (пересмотрено до 137 Н⋅м в 2006 году)
- Платформа: NCP61
- Объём багажника: 331 л
- Рейтинги экономии топлива EPA:

| Год       | АКПП            | АКПП            | АКПП     | МКПП            | МКПП            | МКПП     |
|           | миль/галлон США | миль/галлон IMP | л/100 км | миль/галлон США | миль/галлон IMP | л/100 км |
| --------- | --------------- | --------------- | -------- | --------------- | --------------- | -------- |
| 2004      | 32/38           | 38/46           | 7.4/6.2  | 32/38           | 38/46           | 7.4/6.2  |
| 2005/2006 | 31/38           | 37/46           | 7.6/6.2  | 33/39           | 38/44           | 7.4/6.4  |

- Рейтинги экономии топлива, пересмотренные EPA в 2008 году для моделей 2004 года выпуска, составляют 8,7 л/100 км/6,9 л/100 км (как для механической, так и для автоматической трансмиссии). Для моделей 2005—2006 годов выпуска рейтинги составили 6,9 л/100 км (для механической трансмиссии) и 8,7 л/100 км/6,7 л/100 км (для автоматической трансмиссии)[4].
- Коэффициент лобового сопротивления: 0,31 Кд
- 0-60 миль/ч: 8,8 секунды
- 1/4 мили: 16,7 секунды при скорости 130,8 км/ч
- Максимальная скорость: 110 миль в час[5]

Некоторые из изменений, внесённых в 2006 году — изменённые бамперы и боковые юбки, а также указатели поворота на боковых зеркалах и элементы управления аудиосистемой, расположенные на рулевом колесе. xA также являлся первым серийным автомобилем с системой опционального входа для iPod с дисплеем головного устройства, а также удобным в использовании головным устройством и множеством цветов экстерьера.

## Продажи
| Год  | США    |
| ---- | ------ |
| 2003 | 3,962  |
| 2004 | 24,184 |
| 2005 | 28,033 |
| 2006 | 32,603 |
| 2007 | 9,547  |
| 2008 | 39     |
| 2009 | 3      |